# Haruo
Haruo (jap. はるお, ハルオ) – męskie imię japońskie.

## Możliwa pisownia
Haruo można zapisać używając wielu różnych znaków kanji i może znaczyć m.in.:
- 春男, „wiosna, mężczyzna/mąż”[1]
- 春夫, „wiosna, mąż”
- 春雄, „wiosna, mężczyzna”
- 晴男, „słoneczny, mężczyzna/mąż”

## Znane osoby
- Haruo Akimoto (波留夫), japoński lekarz neurolog i psychiatra
- Haruo Minami (春夫), japoński piosenkarz enka
- Haruo Nakajima (春雄), japoński aktor i kaskader
- Haruo Tanaka (春男), japoński aktor

## Fikcyjne postacie
- Haruo Kasuga (晴男), bohater anime i powieści Higashi no Eden